# Benjamin Matlack Everhart
Benjamin Matlack Everhart (1818 - 1904) fou un micòleg, i editor estatunidenc.

## Biografia
El seu pare, William Everhart, fill d'un soldat revolucionari, va ser comerciant, i entre 1853 a 1855, membre del Congrés. Va ser educat en col·legis privats de la seva ciutat, i va passar els seus primers anys en el negoci mercantil allí, i a Charleston (Carolina del Sud), fent una bona fortuna.
Des de la infància, fou un ardent estudiant de botànica. Després de retirar-se dels negocis, en 1867, es va dedicar gairebé exclusivament a aquesta ciència, en particular a criptògames. Junt amb el seu col·lega Job Bicknell Ellis, de New Jersey, van activar l'emissió anual de cinquanta volums, anomenada The Century of North American Fungi, on en cada volum es descrivien 100 espècies. Al mateix temps, amb el seu un altre col·lega William A. Kellerman, de Kansas, van fundar el Journal of Mycology (avui Mycologia). Va identificar i va catalogar molts nous fongs.
L'any 1876, va ser elegit al Senat de l'Estat, i reelegit l'any 1880, però va renunciar el 1883, després d'haver estat triat com a republicà al Congrés, on es va exercir entre 1883 a 1887, i després es va retirar a la vida privada. Els seus escrits, que estan marcades pel laconisme d'estil, inclouen "Miscel·lànies", en prosa (West Chester, Pa, 1862); Un volum de poemes curts (Filadèlfia, 1868); i "The Fox Chase," un poema (Filadèlfia, 1875).

## Algunes publicacions
Llibres
- 1892. The North American Pyrenomycetes. Amb Job Bicknell Ellis. Reimprès per Johnson Reprint Co. 793 pàg.

- 1890. New North American Fungi. Amb Job Bicknell Ellis. Reimprès per Academy of Nat. Sci. of Philadelphia, 249 pàg.

## Epònims
Gèneres
- Everhartia[3]

Espècies
- Everhartia hymenuloides Sacc. et Ellis
- Melanconis everhartii Ellis
- Myrioccoccum everhartii Ellis & Sacc.
- Ophionectria everhartii Ellis & Gal.
- Mucronoporus everhartii Ellis & Gal.
- Pestalozzia everhartii Sacc. & Syd.
- Sorosporium everhartii Ellis & Gal.
- Dothiorella everhartii Sacc. & Syd.
- Gloeosporium everhartii Sacc. & Syd.
- Myxosporium everhartii Sacc. & Syd.
- Phyllosticta everhartii Sacc. & Syd.
- Physalospora everhartii Sacc. & Syd.
- Septoria everhartii Sacc. & Syd.